# Amy Jo Johnson
Amy Jo Johnson (Cape Cod, Massachusetts, 6 de outubro de 1970) é uma atriz, diretora, roteirista, cineasta, compositora e cantora norte-americana, indicada ao Gemini Awards de 2009 como "melhor atriz protagonista em série dramática" pela sua atuação no drama policial canadense Flashpoint.
Iniciou sua carreira de atriz como Kimberly Hart, a primeira Ranger Rosa de Mighty Morphin Power Rangers em 1993. Seu grande sucesso televisivo veio em 1998 na série aclamada pela critica, Felicity, onde teve o papel marcante da estudante de música Julie Emrick. Na série, ela foi lançada como cantora, tendo sua primeira composição, a música Puddle Of Grace, como hit principal do álbum da trilha sonora.
Durante os 15 anos em que viveu em Los Angeles, Amy Jo foi estrela de vários filmes americanos como Susie Q, Corpo Perfeito, O Terror Ronda a Escola, Infested: A Invasão e Trilha Indomável. Ela também ficou conhecida por protagonizar o filme mais bem sucedido no canal VH1, Na Estrada do Rock, baseado na história real da banda que abriu o Festival de Woodstock, Sweetwater. Em séries de TV, Amy também fez parte do elenco principal de The Division, interpretando a investigadora policial Stacy Reynolds e se destacou como a vilã Tina Sharp, da série que abordava o mundo das corridas de cavalo, Wildfire.
Seu primeiro álbum como cantora e compositora folk foi o The Trans-American Treatment, seguido pelo ao vivo, Imperfect e depois pelo EP que trouxe a balada eletrônica Since You're Gone, regravação da música da banda The Cars, fruto de uma parceria com a dupla de mixers Koishii e Hush.
Em 2008, após mudar-se para o Canadá, ela passou a estrelar o drama policial Flashpoint, no papel da atiradora de elite Jules Callaghan. Em paralelo a série, ela participou da versão cinematográfica do livro best-seller de Judy Blume, Olhos de Tigre. Junto a quinta e última temporada de Flashpoint, Amy Jo teve sua estreia como diretora e roteirista, produzindo seus próprios curtas-metragens com o financiamento coletivo impulsionado pelos fãs. O seu primeiro curta recebeu o nome de Bent e o segundo foi chamado de Lines, ambos foram lançados em meio a  diversas criticas positivas e premiações em festivais, incluindo o prêmio de "melhor atriz" para Amy Jo.
Em 2013, ela voltou ao cenário da música folk com o lançamento de seu terceiro álbum autoral, Never Broken, uma compilação que trouxe canções escritas ao longo de 10 anos. No ano seguinte, ela participou da série de espionagem do canal USA Network, Covert Affairs, interpretando a agente contra o terrorismo, Hayley Price.
Em 2015, após o sucesso do crowdfunding de seu primeiro longa metragem The Space Between, Amy Jo foi reconhecida com o prêmio de projeto do ano do site Indiewire e como consequência, convidada a juntar-se ao grupo de cineastas selecionados do Tribeca Film Festival.

## Biografia
Amy Jo Johnson nasceu em Cape Cod, Massachusetts, EUA, em 6 de outubro de 1970. Filha de Greig Johnson, um vendedor de automóveis, e sua esposa Christine Johnson, que administrou por muito tempo uma loja de roupas. Tem dois irmãos mais velhos Greig Johnson (nascido em 1966) e Julie Johnson Clary (nascida em 1967). Greig chegou a trabalhar como vendedor de carros e Julie como assistente legal.
Ela namorou de 2003 a 2005 com o diretor e produtor Christopher Jaymes. Em 2009, Amy casou-se com o empresário franco-canadense Olivier Giner, com quem hoje tem uma filha, Francesca Christine, nascida em dezembro de 2008, Amy e Olivier se divorciaram em 2017. Amy Jo tem dupla cidadania americana e canadense tendo obtido a nacionalidade canadense em 2015.

## Carreira

### Primeiros passos
Amy começou a se dedicar a ginástica aos 7 anos, treinando no Cape Cod Gymnastics Club e alguns anos depois chegou a ingressar nos Jogos Olímpicos e participar de vários campeonatos na Europa e na América do Norte.
Aos 19 anos, Amy deixou seus pais em Cape Cod, sua cidade natal, e foi viver em Nova York. Lá, ela começou a se dedicar a sua outra paixão: o teatro. Amy desenvolveu esse seu talento atuando em teatros comunitários e estudando no Lee Strasberg Theatre and Film Institute e no The American Musical and Acting Academy 
Depois de um ano e meio, ela mudou-se para Los Angeles, mas os dois primeiros meses lá não foram fáceis e Amy chegou até a voltar para casa. Tudo mudou quando ela ficou sabendo que o produtor executivo de Mighty Morphin Power Rangers estava procurando por alguém com habilidades em ginástica. Ela fez o teste, foi aprovada e pode começar sua vida em Los Angeles. 

### O início da fama
Assim, em 1993, surgia a tão sonhada chance de um papel na TV. Em Mighty Morphin Power Rangers ela era a Power Ranger Rosa, Kimberly Hart. A série mesclava cenas dos atores americanos com cenas de um Super Sentai japonês: Zyuranger (1ª temporada). Não demorou muito para Power Rangers se tornar sucesso e virar o programa infantil mais popular dos Estados Unidos. Isso levou Amy e os demais atores para as telonas através do primeiro filme da série: Power Rangers - O Filme, filmado em Sydney, na Austrália.
Depois do sucesso nos cinemas, iniciou-se na TV a terceira temporada dos heróis, que usava cenas de outro super sentai japonês: Kakuranger. Na metade dessa temporada, Amy resolveu deixar a série, sendo substituída por Catherine Sutherland. Na época, ela declarou que amava a personagem que interpretava, mas se considerava jovem demais para se dedicar tanto a um seriado. Além disso, Amy sentia-se oprimida pelo sucesso espantoso da série. Ela não queria passar por isso tão cedo. Ela queria ter privacidade, tocar violão, pintar e fazer teatro.

### Teatro e filmes

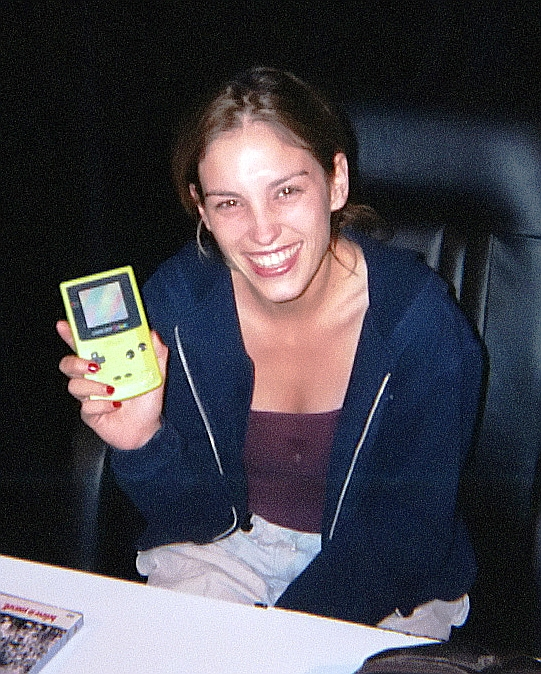
Amy Jo Johnson em evento do GameBoy em 1998

Então, Amy passou um tempo somente dedicando-se ao teatro, atuando em peças como Much Ado About Nothing (Muito Barulho Por Nada), de William Shakespeare, no Teatro Pasadena's Knight Bridge.
Em 1996, Amy pôde ser vista na TV, no papel principal do filme Susie Q, uma produção original do canal Disney Channel. Ela havia gravado esse filme, antes de finalizar sua participação na série Power Rangers, a participação de Amy se deu em virtude de um acordo com Shuki Levy, que havia lhe dirigido na série. Amy interpretava Susie Quinn, uma fantasma adolescente que estava de volta ao seu antigo lar, disposta a ajudar sua família. Logo depois, Amy apareceu como convidada em episódios das séries Campus Cops, The Eddie Files e Saved by the Bell: The New Class (br: Galera do Barulho: Nova Geração).
Em 1997, ela voltou as raízes, interpretando novamente Kimberly junto com Austin St. John (Jason, primeiro Ranger Vermelho) no filme Turbo: Power Rangers 2. Dessa vez, sua personagem havia sido capturada por Divatox, uma nova vilã que planejava usá-la como sacrifício no vulcão de Maligore.
Depois de sua volta ao universo Ranger, Amy atua em vários filmes. Ao lado de Mario López, ela protagoniza o filme Killing Mr. Griffin (br: O Terror Ronda a Escola), uma adaptação do livro de Lois Duncan na NBC. No filme, ela interpreta Susan McConnell, a aluna queridinha do professor. Já em Perfect Body (br/pt: Corpo Perfeito), ela vive uma ginasta bulímica e nos cinemas uma vampira, no terror Cold Hearts (br: Filhos das Trevas). Também faz uma participação no filme Without Limits (br: Prova de Fogo), produzido por Tom Cruise.

### O grande salto
Então, Amy é convidada a fazer uma das personagens de maior sucesso de sua carreira: Julie Emrick, uma estudante que se torna a melhor amiga da personagem central da série Felicity, produzida pela Warner Bros e exibida no Brasil pelo SBT.
Em pouco tempo, Felicity se torna uma das séries de maior audiência da WB e passa a ser aclamada pela crítica. Interpretando Julie Emrick, Amy vira ícone entre jovens e adultos. Pela sua atuação, ela ganha indicações a vários prêmios como o Teen Choice Awards da Fox e a série conquista um Emmy e indicações ao Globo de Ouro.
No roteiro original Julie tinha dotes de dançarina, mas Amy sugeriu aos produtores que Julie tivesse habilidades para música, já que assim podia combinar seu talento artístico ao seu talento musical que ela já vinha trabalhando na sua banda Valhalla, formada por ela e amigos. Assim, Julie tornou-se uma estudante de música e violonista.
Foi nesse momento, que Amy Jo teve a oportunidade de apresentar Puddle Of Grace, música que ela mesma escreveu em homenagem a sua mãe. Sendo primeiramente uma música pessoal, Amy não tinha planos de grava-lá. Mas depois de ouvi-la cantar, o criador da série Felicity, J.J. Abrams, convidou-a para a gravar a música nos estúdios da Hollywood Records, para que ela pudesse fazer parte da trilha sonora oficial da série. Assim, Puddle Of Grace foi lançada no CD Felicity Soundtrack e acabou virando a principal faixa do álbum. Pouco tempo depois tornou-se single nas rádios de todo o mundo como divulgação da série, chegando a posicionar-se na Billboard.
Em meio a esse grande momento na TV e na música, Amy passou por um período que ela mesma definiu de imensa tristeza devido a morte de sua mãe. A letra da canção Puddle Of Grace se encaixou perfeitamente com sua personagem na série, já que assim como Amy na vida real, Julie Emrick também sofria pela falta de sua mãe. Na primeira temporada de Felicity, Julie revela que está em Nova York na busca por sua mãe biológica.

### Na estrada do Rocke primeiro álbum
Seu sucesso na música fez com que ela ganhasse o papel principal do filme Sweetwater: A True Rock Story (br: Na Estrada do Rock), uma biografia sobre a vida da cantora Nansi Nevins, vocalista da banda Sweetwater. Para o filme, Amy regravou as canções da banda que se tornou lenda após abrir o Festival de Woodstock em 1969. Amy mudou seu visual para as gravações, usando um aplique que deixou seu cabelo com o dobro do tamanho. Ela e os demais atores tiveram figurinos, carros e todo conceito hippie do final dos anos 60 marcando seus personagens. Amy gravou o filme paralelamente a Felicity, que estava em sua segunda temporada.
"Na Estrada do Rock" teve sua estreia no dia 15 de Agosto de 1999, com exclusividade no horário nobre da VH1 e trazia o slogan: "Eles foram vistos por 500 mil em Woodstock, mas ninguém ouviu falar neles de novo". O filme atingiu a maior audiência do canal no ano, ficando a frente do tradicional concerto VH1 Divas. É até hoje o filme mais bem sucedido produzido pelo canal VH1.
Em 2000, no início da terceira temporada, Amy decidiu deixar o elenco de Felicity. Ela declarou que estava disposta a atuar em novos projetos, trabalhar em suas composições e planejar a gravação de um álbum. Assim que deixou a série, Amy participou dos filmes Pursuit of Happiness e Liars Club, fez uma aparição na série  ER - Plantão Médico e estrelou o conto de terror “Uma parada na estrada”, da série Night Visions.
Ela também  passou a ser vista frequentemente nas atrações musicais do canal VH1, como o Rock Across America, onde Amy chegou a ser apresentadora de um dos episódios. Também esteve no especial  Fairway to Heaven, onde ao lado de diversas celebridades, ela mostrou suas habilidades jogando golfe.
No final de 2001, Amy deu mais um passo em sua carreia musical, lançando seu primeiro CD intitulado The Trans-American Treatment. Junto com o lançamento do CD, ela também estreou em Los Angeles, sua primeira turnê de shows com sua nova banda, The Amy Jo Johnson Band. Do primeiro CD saíram singles como Splashin' Rain e Cat In The Snow, ambos com grande aceitação nas rádios.
Em maio de 2002, Amy integrou o elenco do musical Love, Janis, que estava em seu segundo ano no Village Theatre em Nova York. Tendo como alternante a cantora Laura Branigan, Amy interpretou a protagonista, Janis Joplin, cantando 23 de suas músicas durante o espectáculo. A peça, que celebrava a carreira e vida de Janis Joplin, foi inspirada no livro homônimo, escrito pela irmã de Janis, Laura Joplin.  Porém, em menos de um mês, Amy foi demitida da produção devido conflito com sua agenda de shows e o ritmo das apresentações que exigiam de sua voz, algo que ela não conseguia fazer.
Apesar da demissão, Amy ergueu a cabeça e continuou em busca de seus ideias. Ainda em 2002, ela escreveu o conto Memories of My Mother, que foi publicado no livro Chicken Soup for the Teenage Soul on Tough Stuff e fez novas aparições na TV: Ela atuou em um episódio da sitcom, Spin City, onde contracenou com Charlie Sheen e também aceitou um convite de J.J. Abrams, para voltar a interpretar Julie Emrick, dessa vez como convidada especial, nos últimos episódios da série Felicity, que estava chegando ao fim depois de 4 temporadas.
Nos cinemas em 2002, Amy apareceu junto com James Marsden (O Ciclope de X-Men) e Gary Oldman (Sirius Black de Harry Potter), no filme Viagem sem destino, que incluía no elenco nomes conhecidos de Hollywood como Christopher Lloyd, Amy Smart, Kurt Russell e Chris Cooper.

### Filmes, Trabalho voluntário eThe Divison
Amy volta aos cinemas em 2002. Dessa vez interpretando Jesse, uma mulher que junto de seus amigos, tenta escapar de moscas mutantes no terror Infested: A Invasão, produzido pela Sony Pictures. Já em 2003, Amy estrela o filme Trilha Indomável. Ela vive Elizabete Kennedy, uma jovem que ao ficar sozinha no violento Velho Oeste norte-americano, tem seu destino nas mãos do caçador de recompensas John Mckay (Burt Reynolds).
Em julho de 2003, Amy junta-se a Global Children's Organization, uma organização que ajuda crianças carentes e traumatizadas pela violência e pela guerra. Amy então viajou para Mostar na Bósnia, começando seu trabalho como voluntária. Ela participou ativamente do acompanhamento de verão e de oficinas visando as atividades educativas e criativas para as crianças ajudadas pela organização.
Ainda na Bósnia, após conhecer o Pavarotti Music Centre, uma instituição de ensino musical, sem fins lucrativos e construída pelo apoio financeiro de Luciano Pavarotti, Brian Eno, e dos membros do U2, Amy decidiu começar ali a gravação de seu segundo álbum. Ela contou com a ajuda de seus amigos, Tony Peskin na percussão e Johanna Graclik no piano e no backing vocal, produzindo assim, as versões de estúdio de Dancing In-Between, Blue Butterfly Boy e Free.
No final de 2003, Amy recebeu o convite para fazer parte do elenco da série The Division, gravada em San Francisco, na California. Passando a integrar a série, Amy decidiu adiar a produção de seu segundo álbum, o que levou as três faixas já gravadas na Bósnia a serem engavetadas. Sua personagem na série, a oficial Stacy Reynolds, é uma nova integrante da esquadra policial de mulheres de São Francisco.
Atuando em The Division ao longo de 2004, Amy teve um de seus sucessos, a canção Cat In The Snow tocada em um dos episódios. Ela também gravou uma participação no especial de fim de ano do canal VH1, o I Love The 90's, documentário em 10 episódios sobre a programação da TV nos anos 90.

### Segundo álbum, uma vilã e México
Após o fim de The Division, em 2005, Amy decidiu lançar o segundo álbum, adiado dois anos antes. Porém, ela queria algo mais profundo que o álbum anterior. Ela queria uma gravação onde ela pudesse colocar sua alma, algo que fosse simples e puro para que a honestidade de suas composições fosse colocada ainda mais em primeiro plano.
Surge então o álbum ao vivo intitulado Imperfect, um registro de uma de suas apresentações acústicas, gravada em Hollywood em Setembro de 2004. Nessa compilação, que reuniu composições inéditas e composições do primeiro CD, a música Dancing In-between foi apresentada pela primeira vez ao público, sendo o principal destaque da set-list. Durante o álbum, podem ser ouvidas pequenas mensagens sobre a vida, gravadas por Amy em um estúdio, especialmente para preencher o espaço entre as músicas.
Em julho de 2005, Amy é convidada a viver Tina Sharp, vilã da série Wildfire, produzida pelo canal ABC Family. Em Wildfire, Tina Sharp é uma famosa jóquei que faz de tudo atrapalhar a vida da iniciante Kris Furillo (Genevieve Cortese). Amy permanece no elenco de Wildfire durante a primeira temporada, voltando depois como convidada especial em alguns episódios da segunda e da terceira temporada.
No mesmo ano, Amy também foi a co-produtora do longa In Memory of My Father, escrito pelo seu namorado na época, Chris Jaymes (Christopher Jaymes). O filme foi exibido em festivais de cinema do Estados Unidos e chegou a ser apresentado na 29ª Mostra Brasileira de cinema em 2005. 
Amy passa o ano de 2006 envolvida em diferentes produções. Primeiro, ela estrela o filme Magma, uma produção original do Sci-Fi Channel para a televisão. Nesse filme sobre ficção científica, ela interpreta Brianna Chapman, uma estudante que ao lado de seu professor, embarca numa perigosa expedição em busca de vulcões ativos.
Depois, sendo convidada novamente por J.J. Abrams, ela aparece no episódio de estréia da seriado What About Brian. Amy vive a namorada louca de Brain, Karen, conhecida na série como "Garota do Carro". Ela ainda repete sua personagem em mais dois episódios da segunda temporada. Amy também participa do filme independente Islander, gravado na costa Maine.
Por fim, ao lado dos atores Sean Patrick Flanery e Kate Walsh, ela viaja para o México para gravação do filme Veritas, Prince of Truth. Amy estrela no papel de Marty Williams, uma protetora dos animais, que junto com seu filho embarca numa aventura mágica junto com um super herói conhecido como "Veritas". O filme foi lançando com sucesso nos cinemas mexicanos e posteriormente chegou aos Estados Unidos.
No final de 2006, Amy protagoniza o filme Fatal Trust, uma produção para o canal Lifetime. Ela interpreta Kate Ryder, uma secretária que tenta recomeçar sua vida em uma pequena cidade, mas cai nas garras de um perigoso homem.

### Partida de Los Angeles
No início de 2007, após tirar férias e viajar pelo mundo, visitando países como Argentina, Angola e Tailândia, Amy decidiu abrir mão de sua vida em Los Angeles depois de 15 anos morando naquele lugar. Sua partida de Hollywood esteve ligada principalmente a sua desistência de atuar. Com a intenção de deixar a carreira de atriz e fugir dos holofotes, Amy escolheu morar na cidade de Montreal, no Canadá.
Em dezembro de 2007, ela aceitou um convite de Koishii e Hush e gravou a balada eletrônica "Since You're Gone", música que ganhou quatro versões lançadas em um CD single. Ela também foi o principal destaque da coletânia "Souvenirs". Amy também realizou sua primeira apresentação acústica no Canadá, em janeiro de 2008.
Feliz, morando em novo país e apaixonada por um franco-canadense (seu então noivo, Olivier Giner), Amy estava fazendo o que queria, pinturas, yoga e músicas que ela passou a disponibilizar em sua página oficial no Myspace. Porém, em Março de 2008, surgiu um convite tentador para a voltar a TV. Os produtores da uma nova série canadense, Flashpoint, queriam Amy no elenco, como representante americana já que a emissora dos Estados Unidos, CBS, estava ajudando como co-produtora. No início, Amy pensou em recusar, mas foi convencida por Olivier a aceitar esse novo trabalho.

### Flashpointe gravidez
Flashpoint surgiu de uma parceira entre a emissora canadense CTV e americana CBS. Já existia um episódio piloto gravado quando em 2008, Amy foi escalada para o papel de uma das protagonistas, a atiradora de elite Jules Callaghan. Com um novo roteiro, Flashpoint começa a ser produzida tendo Amy Jo Johnson e os canadenses Enrico Colantoni, Hugh Dillon e David Paetkau formando o elenco principal da série. Porém, na mesma época, Amy acabou descobrindo que estava grávida.
Ela contou aos produtores da série sobre a sua gravidez, mas eles a queriam da mesma forma. Eles explicaram que dariam um jeito de afasta-lá das gravações e que algo aconteceria com sua personagem para que ela pudesse tirar sua licença-maternidade. Sendo assim, Amy começa a filmar a série mais física e intensa em que já atuou. Já na primeira semana, Amy e os demais atores receberam treinamento com a verdadeira equipe da força tática policial de Toronto. Ao longo dos meses, o crescimento de sua barriga foi escondido através do uniforme e dos equipamentos pesados dos policias da série.
Amy também teve a oportunidade de ter uma de suas músicas na trilha sonora da série. A versão inédita de estúdio de "Dancing In-between", gravada quando ela era voluntaria em Mostar, Bósnia, foi a escolhida para tocar durante a trama e Amy aproveitou para lançar essa gravação inédita em CD single. O CD foi lançado em agosto de 2008 e a música, impulsionada pela audiência da série, virou sucesso nas rádios canadenses.
Em poucos meses após sua estreia, Flashpoint conquistou seu espaço como uma das grandes audiências da TV canadense, garantido todas as semanas o primeiro lugar no horário nobre para a CTV. Os altos índices adiantaram a confirmação de seu segundo ano, anunciado antes mesmo do termino de sua primeira temporada. Pela CBS dos Estados Unidos, a série também decolou, chegando a faixa dos 10 milhões de telespectadores semanais e levando diversas vezes a CBS a liderar as noites de sexta-feira.
Nos últimos momentos da primeira temporada, com a gravidez de Amy sendo bem perceptível e não tendo mais como esconder, sua personagem é atingida por um franco-atirador, o que a deixa temporariamente fora da equipe de policias. Através disso, Amy afasta-se das gravações para dar à luz sua primeira filha, Francesca Christine Giner, que nasceu em dezembro de 2008. Mas não demorou para a Amy reassumir seu posto na série Flashpoint.
Em maio de 2009, na metade da segunda temporada, Amy voltou ao elenco de Flashpoint com seu papel de Jules. Nesse mesmo período, Amy casou-se com seu noivo Olivier Giner e estabeleceu sua residência em Toronto, deixando a cidade Montreal. Ela teve ainda outra de suas músicas na terceira temporada da série. A sua composição "Goodbye", tornou-se tema do episódio chamado "Terror".

### Premiações e estabilidade no Canadá
Em 2009, pela sua atuação em Flashpoint, Amy foi indicada como "Melhor atriz protagonista em série dramática", no Gemini Awards, a premiação mais importante da TV no Canadá, sendo equivalente ao Emmy americano. Ela também foi convidada a apresentar uma das categorias
da cerimônia junto com seu companheiro de elenco Hugh Dillon.

### Estreia como cineasta e terceiro álbum
Em Julho de 2012, Amy anúnciou pelo Twitter sua estreia como diretora e roteirista. Ela escreveu dois scripts: Bent e Crazier Than You, sendo o primeiro um curta-metragem e o segundo um longa. Os dois scripts possuem uma ligação entre si. Enquanto Crazier Than You narra a história de vida de Christine Johnson, a mãe de Amy Jo, Bent se passa 30 anos mais tarde, quando duas meninas do roteiro original crescem e enfrentam seus próprios demônios. O roteiro de Crazier Than You foi 1º lugar na competição “Blacktie Screenplay” no Long Island Film Festival de 2012 e 3º lugar na competição “Write Brothers Screenplay” no Canada International Film Festival de 2013.
Em setembro de 2012, Amy iniciou uma campanha para a produção de seu outro roteiro original, Bent, no site de arredação de fundos Indiegogo, com uma meta de 20 mil dólares. Em menos de um mês, a meta foi batida e o valor arrecadado foi superior ao esperado. Com o sucesso da campanha, as filmagens de Bent começaram um mês depois, em outubro de 2012. Além de produzir e dirigir, Amy também faz o papel principal, a personagem Amelia, que aparece ao lado de Sonya Salomaa e Michael Cram. O curta passou por festivais de cinema dos Estados Unidos e Canadá durante os anos de 2013 e 2014, conquistando prêmios e aclamação por parte da critica especializada.
Em junho de 2013, Amy anunciou o financiamento coletivo para seu segundo curta-metragem, Lines. O curta, onde ela novamente vive a personagem Amelia, mostra de forma cômica a importância da aceitação da aparência com o passar do tempo. Amy revelou que o objetivo do filme é trazer a recordação do sentido das coisas importantes da vida e abraçar a beleza de envelhecer graciosamente. Em julho de 2013, Amy começou a campanha de crowdfunding para a produção, conseguindo mais de 40 mil dólares em menos de 1 mês, o que levou a ser a campanha destaque do mês no Indiegogo.

Em novembro de 2013, Amy voltou ao cenário da música folk através do lançamento de seu terceiro álbum autoral, Never Broken. Na tracklist encontram-se músicas que ela escreveu ao longo de 10 anos, incluindo Relief, composição para o penúltimo episódio de Flashpoint, God, pertencente a trilha sonora de Bent e Lines que está presente no curta metragem de mesmo nome. A inédita Cracker Jacks foi a primeira música divulgada, estreando na rádio CHUM-FM de Toronto, onde se manteve entre as tocadas durante as duas semanas posteriores.
Em 2014, Amy Jo Johnson voltou a TV americana na série de espionagem do canal do canal USA Network, Covert Affairs, estrelada por Piper Perabo. Amy iniciou sua participação a partir do segundo episódio da quinta temporada, no papel de Hayley Price. Ela é uma agente da divisão antiterrorismo que tem uma ampla experiência em campo e também o novo par romantico de Auggie, vivido pelo ator Christopher Gorham. Ela também lançou seu terceiro curta-metragem, chamado Shooting Blanks. O curta é um pequeno prólogo para o primeiro longa metragem de Amy Jo The Space Between e é estrelado novamente por Sonya Salomaa e Michael Cram. Amy é novamente Amelia, mas dessa vez somente sua voz está presente.
Ainda em 2014, Amy embarcou mais uma vez no site de crowdfunding IndieGogo para o financiamento de The Space Between, onde ela faz sua estreia como diretora e roteirista de um longa metragem. A campanha ultrapassou a meta de arrecadação e tornou-se uma das mais rentáveis do ano no site IndieGogo. Devido uma aposta feita pelo ator David Yost e em comemoração ao sucesso da campanha de arrecadação, Amy Jo topou se vestir de Power Ranger Rosa e cantar ao vivo nas ruas de Toronto, fato que repercutiu na mídia internacional e fez seu nome ser um dos mais comentados nas redes sociais.
Em 2015, Amy Jo foi reconhecida com o prêmio de "projeto do ano" do site Indiewire devido sua campanha de crowdfunding para o filme The Space Between e é convidada a juntar-se ao grupo de cineastas selecionados do Tribeca Film Festival.

## Filmografia
| Teatro    | Teatro                                  | Teatro                                 | Teatro                                                                                        |
| Ano       | Peça                                    | Papel                                  | Notas                                                                                         |
| --------- | --------------------------------------- | -------------------------------------- | --------------------------------------------------------------------------------------------- |
| 1996      | Much Ado About Nothing                  | Hero                                   | Adaptação da obra de William Shakespeare                                                      |
| 2004      | Love, Janis                             | Janis Joplin                           | Musical/Tributo a cantora Janis Joplin                                                        |
| Filmes    |                                         |                                        |                                                                                               |
| Ano       | Filme                                   | Título em português                    | Papel                                                                                         |
| 1995      | Mighty Morphin Power Rangers: The Movie | Power Rangers - O Filme                | Kimberly Anne Hart (Power Ranger Rosa)                                                        |
| 1996      | Susie Q                                 | Susie Q                                | Susie Q/ Maggie                                                                               |
| 1997      | Turbo: A Power Rangers Movie            | Turbo: Power Rangers 2                 | Kimberly Anne Hart                                                                            |
| 1997      | Killing Mr. Griffin                     | O Terror Ronda a Escola                | Susan McConnell                                                                               |
| 1997      | Perfect Body                            | Corpo Perfeito                         | Andie Bradley                                                                                 |
| 1998      | Cold Hearts                             | Filhos das Trevas                      | Alicia                                                                                        |
| 1998      | Without Limits                          | Prova de Fogo                          | Iowa's Finest                                                                                 |
| 1999      | Sweetwater: A True Rock Story           | Na Estrada do Rock                     | Nansi Nevins                                                                                  |
| 2001      | Pursuit of Happiness                    |                                        | Tracy                                                                                         |
| 2001      | Liars Club                              |                                        | Karen                                                                                         |
| 2002      | Interstate 60                           | Viagem sem Destino                     | Laura                                                                                         |
| 2003      | Infested                                | Infested: A Invasão                    | Jesse                                                                                         |
| 2004      | Hard Ground                             | Trilha Indomável                       | Elizabeth Kennedy (Liz)                                                                       |
| 2005      | Adjusting Arbie                         |                                        | Fairy                                                                                         |
| 2006      | Magma                                   | Magma                                  | Brianna Chapman                                                                               |
| 2006      | Islander                                |                                        | Cheryl Cole                                                                                   |
| 2006      | Fatal Trust                             | Confiança Fatal                        | Kate Ryder                                                                                    |
| 2007      | Veritas, Prince of Truth                |                                        | Marty Williams                                                                                |
| 2013      | Tiger Eyes                              | Olhos de Tigre                         | Gwen Wexler                                                                                   |
| 2013      | Bent                                    | Bent                                   | Amelia                                                                                        |
| 2013      | Coming Home for Christmas               |                                        | Wendy                                                                                         |
| 2014      | Lines                                   | Linhas                                 | Amelia                                                                                        |
| 2014      | Shooting Blanks                         |                                        | Amelia (Voz)                                                                                  |
| 2015      | In Between Days                         |                                        | Sheri                                                                                         |
| 2016      | The Space Between                       |                                        | Amelia                                                                                        |
| 2017      | Power Rangers                           | Power Rangers                          | Cidadã da Alameda dos Anjos (Aparição Especial)                                               |
| 2019      | Tammy's Always Dying                    |                                        | Diretora                                                                                      |
| Séries    |                                         |                                        |                                                                                               |
| Ano       | Série                                   | Papel                                  | Notas                                                                                         |
| 1993-1996 | Mighty Morphin Power Rangers            | Kimberly Anne Hart (Power Ranger Rosa) | Elenco principal (3 temporadas)                                                               |
| 1996      | Saved by the Bell: The New Class        | Linda                                  | Participação especial (Episódio: "Backstage Pass")                                            |
| 1996      | The Eddie Files                         | Doll                                   | Participação especial (Episódio: "The Counting Principle: Eddie in Barbieland")               |
| 1996      | Campus Cops                             | Swim Suit                              | Participação especial (Episódio: 9 de março de 1996)                                          |
| 1998-2001 | Felicity                                | Julie Emrick                           | Elenco principal (3 temporadas, convidada especial na última temporada)                       |
| 2001      | Night Visions                           | Sara                                   | Participação especial (Episódio: "Rest Stop")                                                 |
| 2001      | ER                                      | Jill                                   | Participação especial (Episódio: "Partly Cloudy, Chance of Rain")                             |
| 2002      | Spin City                               | Stephanie                              | Participação especial (Episódio: "Sex, Lies and Video Date")                                  |
| 2003-2004 | The Division                            | Stacy Reynolds                         | Elenco principal (1 temporada completa)                                                       |
| 2004      | I Love the 90s                          | Ela mesma                              | Documentário                                                                                  |
| 2005      | What About Brian                        | Karen                                  | Participação especial (Episódios: Piloto; "What About the Fish"; "What About Angelo's Ashes") |
| 2005-2007 | Wildfire                                | Tina Sharp                             | Elenco principal (1 temporada, convidada especial na segunda e terceira temporada)            |
| 2008-2013 | Flashpoint                              | Jules Callaghan                        | Elenco principal (5 temporadas)                                                               |
| 2013      | Cracked                                 | Sydney Reid                            | Participação especial (Episódio: "Night Terrors")                                             |
| 2013      | Bookaboo                                | Ela mesma                              | Participação especial (Episódio: "The Talent Show")                                           |
| 2014      | Covert Affairs                          | Hayley Price                           | Papel Recorrente                                                                              |
| 2019      | The Has Been                            | Jordanna                               | Elenco principal (Em Produção)                                                                |
| 2022      | Superman & Lois                         | Diretora                               | Episódio "Tried and True"                                                                     |

### Prêmios e indicações
| Ano  | Resultado | Premiação                                 | Categoria                                        | Trabalho             | Link   |
| ---- | --------- | ----------------------------------------- | ------------------------------------------------ | -------------------- | ------ |
| 2000 | Indicada  | Teen Choice Awards                        | TV Star Choice                                   | Felicity             | [ 41 ] |
| 2002 | Indicada  | Slamdunk Film Festival                    | Melhor atriz                                     | Pursuit of Happiness | [ 42 ] |
| 2009 | Indicada  | Gemini Awards                             | Melhor atriz protagonista de uma série dramática | Flashpoint           | [ 43 ] |
| 2010 | Indicada  | Monte Carlo TV Festival                   | Melhor atriz de TV                               | Flashpoint           | [ 44 ] |
| 2012 | Indicada  | Monte Carlo TV Festival                   | Melhor atriz de TV                               | Flashpoint           | [ 45 ] |
| 2013 | Vencedora | Long Island Film Festival                 | Melhor curta-metragem                            | Bent                 | [ 46 ] |
| 2013 | Vencedora | Women in Film & Television                | Escolha da audiência                             | Bent                 | [ 46 ] |
| 2013 | Vencedora | Toronto Independent Film Festival         | Prêmio do júri                                   | Bent                 | [ 46 ] |
| 2014 | Vencedora | Buffalo Niagara Film Festival             | Melhor curta-metragem                            | Bent                 | [ 46 ] |
| 2014 | Vencedora | Toronto International Short Film Festival | Melhor comédia                                   | Lines                | [ 47 ] |
| 2015 | Vencedora | Buffalo Niagara Film Festival             | Melhor atriz                                     | Lines                | [ 47 ] |

## Discografia

### Álbuns
| Ano  | Título (CD)                  | Gênero               |
| ---- | ---------------------------- | -------------------- |
| 2001 | The Trans-American Treatment | Folk Rock (Estúdio)  |
| 2005 | Imperfect                    | Folk Acústico (Live) |
| 2007 | Since You're Gone            | Downtempo (EP)       |
| 2008 | Dancing In-between           | Folk (Single)        |
| 2013 | Never Broken                 | Folk (Estúdio)       |

### Outros álbuns
| Ano  | Título (CD)           | Artista         |
| ---- | --------------------- | --------------- |
| 1999 | Felicity Soundtrack   | Vários          |
| 2000 | Sweetwater Soundtrack | Sweetwater Cast |
| 2008 | Souvenirs             | Vários          |

### Músicas de trabalho (singles)
| Ano  | Música                        | Álbum                        |
| ---- | ----------------------------- | ---------------------------- |
| 1999 | "Puddle Of Grace"             | Felicity Soundtrack          |
| 1999 | "Motherless Child"            | Sweetwater Soundtrack        |
| 2001 | "Splashin' Rain"              | The Trans-American Treatment |
| 2002 | "Cat In The Snow"             | The Trans-American Treatment |
| 2002 | "Goodbye"                     | The Trans-American Treatment |
| 2005 | "Dancing In-between (Live)"   | Imperfect                    |
| 2005 | "Simple Man (Live)"           | Imperfect                    |
| 2007 | "Since You're Gone"           | Souvenirs                    |
| 2008 | "Dancing In-between (Studio)" | Dancing In-between           |
| 2013 | "Cracker Jacks"               | Never Broken                 |